# 荷西·许寰哥
荷西·奇奇奥克·许寰哥（英語：José Chichioco Cojuangco，1896年7月3日—1976年8月21日），是菲律宾的政治家，与爱德华多·许寰哥是表兄弟，是科拉松·阿基诺的父亲、贝尼格诺·阿基诺三世的祖父。